# الأوقاف في الهند

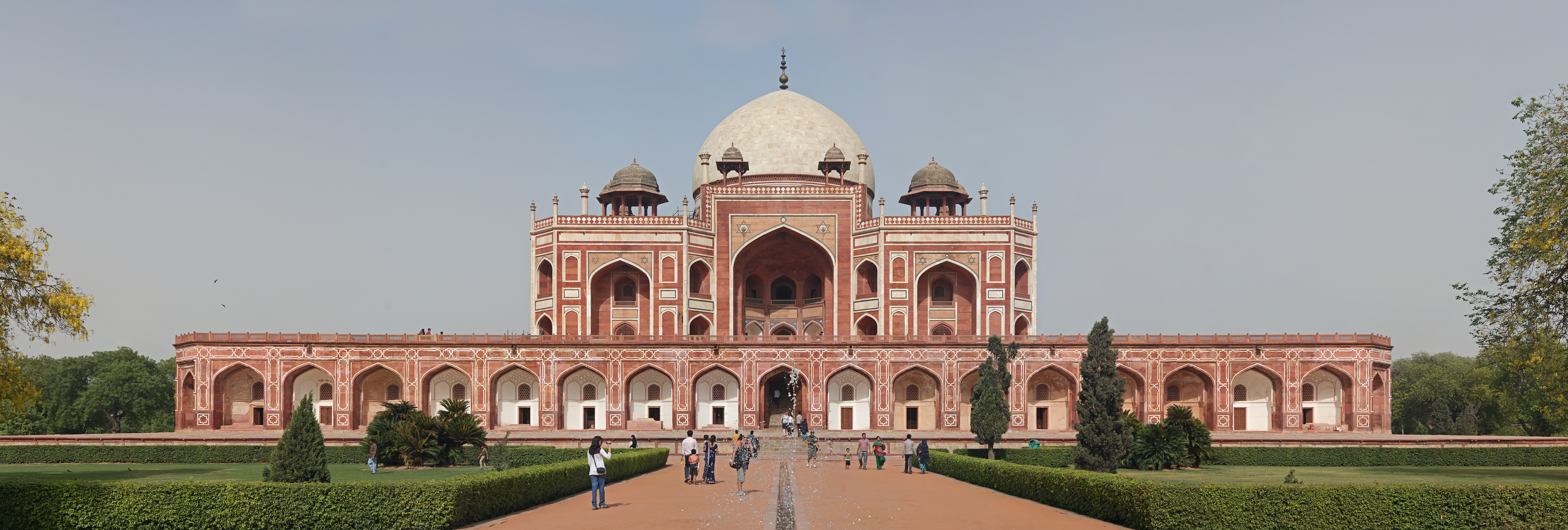
ضريح هومايون وسط دلهي وهو من الأوقاف الإسلامية في الهند

الأوقاف في الهند لم يحظ نظام الوقف في الهند باهتمام الباحثين في الآثار الإسلامية، وذلك لندرة الوثائق التي تسجل الأوقاف ونظامها في الهند في العصر الإسلامي، وقد نشأ نظام الوقف الإسلامي في الهند مع دخول الإسلام فيها، وتعددت الأقوال عن أول وقف إسلامي في الهند، ومن أبرز صور الأوقاف الإسلامية فيها: (المساجد والمدارس والمارستانات –المستشفيات)، وكانت الهند ولا تزال تربطها الصلات الدينية والثقافية والتجارية بالحجاز والحرمين الشريفين والقدس منذ العصور الغابرة، وإن علاقة الهند الدينية والثقافية بالأماكن المقدسة دفعت الإمارات الإسلامية في الهند وحكامها الراشدين إلى التفكر في إنشاء الربط والزوايا في بلاد الحرمين الشريفين، وبخاصة في مكة والمدينة والقدس، ووقفها وتخصيص موارد من الأموال لتغطية احتياجاتها، وتعتبر قضية الأوقاف في الهند من أبرز المشكلات من الناحية الإدارية والتنظيمية والإنتاجية وحفظ الممتلكات الوقفية والقانونية.

## نشأة الأوقاف الإسلامية في الهند وتطورها
نشأت الأوقاف في شتى ولايات ومناطق الهند لأغراض مختلفة منذ زمن قديم، وبدأ الاهتمام بالوقف في الهند منذ قدوم المسلمين أرضها، وتم إنشاء الآلاف من الأوقاف التي كان يراقبها القضاة المعينون من قبل الحكومة، وكان المشرف الأعلى للقضاة (الملقب بصدر الصدور آنذاك)، يشغل منصب مراقبة هذه الأوقاف، وكان القضاة والمسؤولون عن الخدمات الشرعية يقومون بواجباتهم تحت إشراف (صدر الصدور)، وبعد انقراض دولة المغول وانتشار الفوضى في جميع أنحاء الهند، والذي تزامن مع احتلال الإنجليز للبلد تعرض نظام الأوقاف للإهمال والضياع، وأصبحت أوضاع الأوقاف في الهند تتدهور منذ ذلك الحين.
فالأوقاف الإسلامية في الهند قديمة قِدَم الإسلام فيها، وأول وقف إسلامي ظاهر في الهند، هو مسجد (قوة الإسلام) في دلهي، ومنارة قطب الدين؛ إذ أن أول دولة مسلمة في دلهي قامت على يد السلطان قطب الدين أبيك، وهو الذي بنى وشيد مسجد (قوة الإسلام) والمنارة التي سُميت باسمه عام: (1193م)، حتى إن بعض المؤرخين يقولون: أن مسجد قوة الإسلام هو أول وقف إسلامي على عموم الهند.

## المدارس الوقفية في الهند
انتشرت المدارس الوقفية في الهند بعد القرن الرابع الهجري، ولعبت دوراً عظيماً في نشر الدعوة إلى الله، وكان ملوك الهند يوظفون رؤوساء كل صناعة ومذهب من مذاهب العلوم النظرية والعملية، ويجرون عليهم الأرزاق السنية، وأولئك العلماء كانوا يدرسون في المساجد والزوايا وفي بيوتهم كل يوم وليلة، وبعضهم كانوا يدرسون حسبة لله، لا يترددون على الملوك والسلاطين، ولا يقبلون نذورهم وجراياتهم، ومع ذلك بعض الملوك والأمراء أسّسوا قصوراً للمدارس، وبنوا فيها دوراً ومساكن ومقاصير، ورتبوا في كل موضع أهل العلم للإفادة والتدريس، ورُتِّبت الرواتب للطلبة، وهنا نورد أبرز المدارس الوقفية في الهند، ومنها:

### المدرسة العظيمة
أسسها الشيخ غوث الدين البغدادي الكجراتي، قدم الهند وسكن بأحمد آباد في أيام السلطان محمود الكبير وأسس مدرسة عظيمة ودرس بها زماناً.

### مدرسة فتحبوري
أنشأتها (فتحبوري بيكَم) زوجة شاه جهان سنة: (1060هـ) عند المسجد الفتحبوري، الذي بنته من حمر الحجارة وبيضها، فيه مساكن لأهل العلم، ودكاكين كثيرة حولها، تُغِل 600 ربي في كل شهر، ويُرزق منها للعلماء والطلبة.

### مدرسة الشيخ ولي الله بن عبد الرحيم الدهلوي
انتقل الشيخ ولي الله بعد وفاة والده إلى شاه جهان آباد، وأعطاه سلطان الهند قصراً داخل البلدة للمدرسة، فدرس بها مدة حياته، ويعرف ذلك القصر بالمدرسة القديمة، ثم بنى عنده قصر جديد، ويُعرف ذلك بالمدرسة الجديدة، درس بها أبناء الشاه ولي الله وغيرهم، وكانت تلك المدرسة من المدارس العظيمة ببلاد الهند.

### المدرسة العظيمة في الجامع الكبير
والذي بنتها مع الجامع الكبير (جهان آرا بيكَم) بنت شاهجهان سلطان الهند، بمدينة أكبر آباد تجاه القلعة، ووقفت عليها عروضاً وعقاراً.

### المدرسة الكبيرة بلدة فتحبور
بناها (أكبر شاه التيموري) ببلدة فتحبور على قمة الجبل بأمر الشيخ بهاء الدين السيكروي، ورتب العلماء بها، وجعل لهم الأرزاق السنية.

### المدرسة الكبيرة بمدينة جونبور
بنتها (راجى) زوجة محمود بمدينة جونبور سنة (846هـ)، وبنت المسجد عندها، ورتبت الرواتب للمحصلين، وأجرت الأرزاق على العلماء.

### المدرسة العالية برامبور
أسسها نواب فيض الله خان، وأجرى الجرايات لطلبة العلم، وجعل راتباً شهرياً للعلامة عبد العلي اللكهنوي، وكان يتلقى العلم في هذه المدرسة أكثر من خمسمائة طالب، وتدر على أكثرهم المدرسة رواتب شهرية تفي بمآكلهم وملابسهم.

### المدرسة العظيمة بمدينة (ايلجبور)
بناها صفدر خان السيستاني بأمر السلطان علاء الدين حسن البهمني، سنة: (750هـ)، ووقف عليها البهمني أقطاعاً من الأرض، تحصل منها ثلاثون ألف (هون) كل سنة.

### مدارس اليتامى
كان محمود شاه ملكاً معروفاً من ملوك الأسرة البهمنية، ومن حسناته أنه أنشأ داخل مملكته مدارس كثيرة لليتامى، وجمع فيها كبار المدرسين للتدريس، بأداء جميع نفقات التعليم من الخزانة الملكية، والمناطق المعروفة التي أُنشئِت فيها مدارس اليتامى هي: كَلبركَة، وبدر، وقندهار، وايلج بور، ودولت آباد، وجاؤل، وواهل، وغيرها.

## المساجد الوقفية في الهند
ومن مظاهر عناية الملوك المسلمين في الهند بناء الجوامع والمساجد، يقول الشيخ عبد الحي الحسني: "اعلم أن الملوك الإسلاميين قد أسسوا الجوامع والمساجد بالهند، ولا تكاد تُضبط لكثرتها، وكذلك الأمراء قد أسسوا في كل بلدة وعمالة وقرية، وبذلوا عليها أموالاً طائلة لا يقدر أحد أن يضبط كل ذلك، وذكر الشيخ أبو الحسنات عن السلطان فيروز شاه تغلق (ت: 790هـ): أنه كان عالماً محباً للعلم، ومؤلفاً، واجتمع في بلاطه كبار العلماء والمؤرخين والشعراء، ومن حسناته ومآثره أنه بنى مساجد ومدارس كثيرة في عهده، ووقف عليها ألوفاً من الروبيات حتى يتم منها الإنفاق على هذه المساجد والمدارس.
وأهم المساجد الوقفية الشهيرة التي يتردد ذكرها في الهند:

### مسجد قوة الإسلام أو (قبة الإسلام)
بناه قطب الدين ايبك بمدينة دهلي سنة: (587هـ).

### الجامع الكبير
أسسه سكندر شاه الكشميري ببلدة (سرى نكَرط)، سنة: (795هـ)، في غاية الحسن والمتانة، وهو من أبدع الأبنية في أرض كشمير.

### الجامع الكبير بمدينة (جونبور)
بناه إبراهيم الشرقي من الحجارة المنحوتة، وهو يشتهر بمسجد (ائاله) بفتح الهمزة، كان يصلي فيه السلطان الجمعة والعيدين، والقاضي شهاب الدين الدولة آبادي يدرس به، وحول حجرات كثيرة للطلبة.

### الجامع الكبير ببلدة شاهجهان آباد
هو المسجد الرئيسي في دلهي القديمة في الهند وأكبر مسجد في الهند حيث يتسع لخمسة وعشرين ألف مُصلِّ، أمر ببنائه شاه جهان ابن جهانكَير الدهلوي، وأنفق عليه ألف روبية وهو مما لا نظير له.

### الجامع الكبير ببلدة آكرا
بنته نواب جهان آرا بيكَم بنت شاهجهان خارج القلعة، وقد بنته من حمر الحجارة المنحوتة، وأنفقت عليه خمسمائة ألف ربية كما في بادشاه نامة.

### مسجد السلطان تيبو شاهي
المعروف أيضا باسم مسجد تيبو سلطان، وهو أحد المساجد الشهيرة في مدينة كلكتا في الهند، يقع المسجد في شارع 185 دارتاماتالا، ويعد المسجد من بقايا التراث الإسلامي، كما يسمح للناس بزيارته والتقاط الصور فيه.

## المسشتفيات الوقفية في الهند
حقق المسلمون في الهند أيضاً البذل والإنفاق في مجال الصحة، وجسدوا تعاليم الإسلام بخصوص الإنفاق في سبيل الخير والعناية بالمحتاجين، ومما يعكس عنايتهم بالمرضى والمحتاجين: (بيوت المرضى ودور الشفاء) التي بنوها للمرضى، وأنفقوا عليها الأموال، ومنها:

### مارستانات السلطان فيروز تغلق الدهلوي
فقد بنى خمسة مارستانات، أعلاها الذي ببلدة (دهلي)، ورتب فيه الأطباء وأجرى عليهم ما يسعهم، وشرط أنه إذا جيء بالعليل من مقيم أو مسافر، يُعطى الأدوية ويُطعم حتى يبرأ.

### المارستان الكبير بمدينة كَلبر كَه
والذي بناه السلطان (علاء الدين حسن بن علي البهمني)، ووكل السلطان عليه الحكيم عليم الدين التبريزي، وأمر بأن يعطى لكل من يدخل فيه الأدوية والأغذية من الخزينة الشاهانية، وقد صرح صاحب تاريخ فرشتة بأن الملك وقف عليه عدة قرى.

### المارستان الذي أسسه محمود شاه الخلجي
ببلدة (ماندو) دار ملكة، سنة: (849هـ)، وجعل فيه دوراً ومساكن للمرضى، ورتب فيه الأطباء وأودعه العقاقير، ولم يحص عدة المرضى، بل جعله سبيلاً لكل من يرد عليه من غني وفقير، ولا حدد مدة إقامة المريض به ووقف عليه القرى، وولاها مولانا فضل الله الحكيم، وأمره بتفقد أخبار المرضى والمجانين.

### المارستان الذي بناه السلطان علاء الدين ابن أحمد شاه البهمني
بمدينة أحمد آباد: ورتب الأطباء فيه من الهنادك والمسلمين جميعاً، وأجرى عليهم الأرزاق، ووقف عليه من الأملاك قرى عديدة.

### والمارستانات الشاهانية في عهد الملوك التيمورية
وكانوا يسمونها دور الشفاء، فإنها كانت في بعض البلاد مثل دهلي ولاهور، فأمر جهانكَير بن أكبر شاه التيموري سنة: (1020هـ) أن تُنشأ في الأمصار كلها، ويرتب فيها طبيب من المسلمين وطبيب من الهنادك، وشرط أنه إذا جيء بالمريض أيّاً كان يُعطى الأدوية، ويُطعم حتى يبرأ.

## إسهامات مسلمي الهند في النشاطات الوقفية خارج الهند

### دار الأيتام القائمة حالياً بالمدينة المنورة
وتُعد من الأوقاف التي أنشأها حجاج القارة الهندية في القرن الماضي لأيتام المدينة النبوية، حين كانت البلاد السعودية في بداية نشأتها السياسية والاقتصادية والاجتماعية، ففي عام 1352هـ قام الشيخ عبد الغني دادا بتأسيس مكان يضم أيتام المدينة النبوية، ويعلمهم فيها القرآن، ويعلمهم حرفة يكتسبون منها وسماه: (دار أيتام الحرمين الشريفين) وأوقف عليها داراً له واستمر بالصرف عليها من غلة ذلك الوقف بالإضافة إلى المساعدات التي كانت تصله من الهند إلى دار الأيتام، وما زال مبناها الحالي وقفاً على أيتام المدينة النبوية، وهذا مثبت في صك شرعي صادر من محكمة المدينة عام (1356هـ).

### الدعم المالي لأوقاف الحرمين الشريفين
ويتضح من الوثائق البريطانية والمصادر الهندية أن الهنود كان لهم إسهام كبير في الدعم المالي للأوقاف في الحرمين الشريفين وغيرهما، ومنها، ما قام به نظام حيدر آباد؛ في عام، 1936م أرسل مهندساً خاصاً له، وهو نواب إحسان يار جنكَ بهادر، للقيام بمشروع إصلاحات المسجد النبوي في المدينة المنورة وترميمه، إضافة إلى تركيب المولدات الكهربائية خارج المسجد النبوي لتنويره بالكهرباء، وحينما وافقت الحكومة السعودية على ذلك مع تأكيد أن يكون ذلك في إطار نظام الوقف، كلّف نظام حيدر آباد مهندسه الخاص باصطحاب عدد من المهندسين، ومرافقة مولد الكهرباء والأسلاك الكهربائية وغيرها، وتولّى المهندسون تركيب المولد وتشغيله لإضاءة الحرم النبوي والقبة الخضراء.

### وقف مسلمي الهند في الأراضي الفلسطينية
ويرجع تاريخ الوجود الإسلامي الهندي في فلسطين إلى القرن السابع الهجري-القرن الثالث عرش الميلادي-، حينما أنشأ بعض الصوفية الهنود الزاوية الهندية أو الزاوية الفريدية في القدس، وقفاً باسم "الزاوية الهندية أو الفريدية"، والمسلمون المقيمون في القدس فيما بعد بعض الأراضي المحيطة بها، وجعلوها وقفاً لها، وتعد الزاوية الفريدية أو الهندية الآن من المنشئات الاجتماعية العامة غير الوراثية والتابعة للأوقاف، وتقع تلك الزاوية في مكان مساحته 1.5 فدان، وأصبحت من المواقع الرئيسة للزائرين الهنود الذين كانوا ينزلون فيه أثناء زيارة القدس، ويدير شؤونها المجلس الإسلامي الأعلى في القدس على أساس أنه المشرف الأعلى على جميع الأوقاف في القدس، وقد وثقت نشاطاتها الدينية والاجتماعية توثيقاً مكثفاً في المصادر العربية والهندية والوثائق البريطانية، وحينما زار الرحالة أوليا جلبي القدس في عام 1081هـ/1671م، كتب عنها في رحلته، معتبراً إياها واحدة من أقرب الزوايا الصوفية في القدس، واستبدل المبنى القديم بآخر جديد أفضل وأوسع في عامَي" (1869- 1870م).
ولم تقتصر أوقاف مسلمي الهند على القدس، بل اشترى المسلمون الهنود بعض الأراضي في مدينتي رام الله وغزة، وجعلوها وقفاً مؤبداً، ففي مدينة غزة أنشأ المسلمون الهنود بعض المحلات والدكاكين، وجعلوها وقفاً لينفق ريعها على الزاوية الهندية.

### أوضاع الأوقاف في الهند أثناء سيطرة الإنجليز
خربت أوقاف كثيرة في بعض المناطق الهندية أثناء سيطرة الإنجليز وتقسيم الهند، خاصة في ولايات: (بنجاب وهريانة ودلهي وأترابراديش الغربية)، التي توجد فيها أوقاف كثيرة للمسلمين؛ إذ هاجر منها المسلمون إلى باكستان، وذلك بعد بعد انقراض دولة المغول وانتشار الفوضى في جميع أنحاء البلاد، والذي تزامن مع احتلال الإنجليز للهند؛ حيث تعرض نظام الأوقاف للإهمال والضياع، وأصبحت أوضاع الأوقاف تتدهور منذ ذلك الحين.

### أوقاف أقامها غير المسلمين في الهند
يوجد في جميع أرجاء الهند عدد كبير من الأوقاف التي أقامها غير المسلمين، بينما دعم الأمراء المسلمون مواطنيهم من غير المسلمين في بناء المعابد الهندوسية والسيخية والكنائس، ووهبوهم مبالغ وهبات أرضية وإقطاعات، وفي المقابل قام الملوك الهندوس وأمراء الولايات الهندية المختلفة وملاك الأراضي والإقطاعيون بمد أياديهم في سبيل بناء المساجد وبيوت العاشور(مراكز الشيعة)، ومصليات العيدين وزوايا وتكايا أولياء الله الأحياء منهم والأموات، وغير ذلك.

## أوضاع الأوقاف في الهند بعد الاستقلال
كان المسلمون يتوقعون أن القهر والظلم والقسوة والاستغلال سوف ينتهي في الهند المستقلة بعد سقوط الحكم البريطاني فيها، ويتوقعون أن مساجدهم الأثرية، وممتلكاتهم الوقفية ستعود إليهم؛ إلا أن قادة الهند المستقلة منعوا المسلمين من تأدية الصلاة في هذه المساجد، وجعلت مؤسسة المسح الأثري الهندي الأوقاف الإسلامية والمساجد الأثرية تحت حوزتها، بحجة حمايتها والحفاظ عليها، إلا أنها لم تقم باتخاذ أي خطوة إيجابية تجاه الحفاظ بتلك المساجد والمعالم الأثرية، كما أنها لم تقم بالمقاومة ضد الحيازة الغير المشروعة لأراضي الوقف عبر البلاد، والمؤسف أن بعض هذه المعالم وأراضي الوقف تحولت إلى أماكن يرتادها مدمنو الكحول، وتحولت بعض المعالم الأخرى إلى ملاعب للأطفال والشبان، وهناك محاولات من بعض الأفراد والمؤسسات الإسلامية لاستعادة المساجد الوقفية والأوقاف الإسلامية إلى ورثتها الحقيقيين حتى يتمكنوا من تأدية الصلاة فيها، ومن استخدامها في صالح الأمة الإسلامية الهندية؛ إلا أن هذه المحاولات والمجهودات ضئيلة بالمقارنة إلى حجم التعديات والانتهاكات التي تعرضت لها الأوقاف الإسلامية.